# Logania obscura
Logania obscura är en fjärilsart som beskrevs av William Lucas Distant 1887. Logania obscura ingår i släktet Logania och familjen juvelvingar. Inga underarter finns listade i Catalogue of Life.